# Heli Jukkola

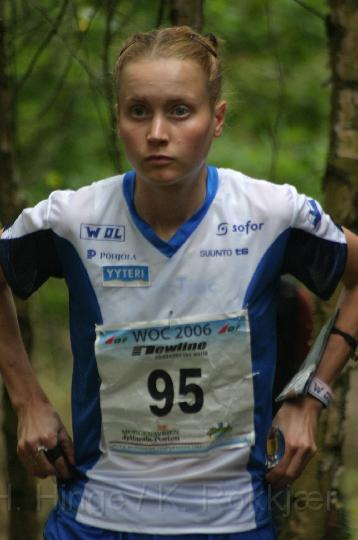
Heli Jukkola bei der Weltmeisterschaft 2006.

Heli Annikki Jukkola (* 26. November 1979 in Noormarkku) ist eine ehemalige finnische Orientierungsläuferin.
2002 lief die Junioren-Staffelweltmeisterin von 1998 erstmals bei einer Europameisterschaft. Ein Jahr später gewann sie bei den Weltmeisterschaften in der Schweiz hinter Simone Luder aus der Schweiz und Hanne Staff aus Norwegen die Bronzemedaille auf der Mitteldistanz. Es folgten weitere WM-Medaillen 2004 und 2005, ehe sie 2006 mit der finnischen Staffel (Paula Haapakoski, Jukkola und Minna Kauppi) Gold gewann. Die Finninen wurden in diesem Jahr auch Staffeleuropameisterinnen und konnten 2007 ihren Titel bei der Weltmeisterschaft in Kiew erfolgreich verteidigen. Zudem wurden Jukkola und Kauppi 2007 zeitgleich Weltmeisterinnen auf der langen Distanz. 2008 gewann Heli Jukkola auf der Mitteldistanz den Europameistertitel. Nach einer Hüftoperation beendete sie nach der Saison 2008 ihre Karriere.
Jukkola ist Mitglied des Vereins Rastikarhut aus Satakunta. Bei finnischen Meisterschaften errang sie Titel 2003 (Normaldistanz), 2004 (Sprint, Normaldistanz, Langdistanz und Nachtlauf), 2005 (Normal- und Langdistanz), 2006 (Sprint) und 2007 (Mitteldistanz).
Sie ist mit dem Orientierungsläufer Tero Föhr verheiratet.

## Platzierungen
Legende: WM = Weltmeisterschaften; EM = Europameisterschaften; OWC = Gesamt-Weltcup
| Wettbewerb | Disziplin | 2002 | 2003 | 2004 | 2005 | 2006 | 2007 | 2008 |
| ---------- | --------- | ---- | ---- | ---- | ---- | ---- | ---- | ---- |
| WM         | Sprint    |      |      |      | 12.  |      | 7.   | 5.   |
|            | Mittel    |      | 3.   | 3.   |      | 5.   | 2.   | 10.  |
|            | Lang      |      |      | 7.   | 2.   | 4.   | 1.   |      |
|            | Staffel   |      | dsq  | 2.   | 4.   | 1.   | 1.   |      |
|            |           |      |      |      |      |      |      |      |
| EM         | Sprint    | 22.  |      | 14.  |      |      |      | 2.   |
|            | Mittel    |      |      | 11.  |      | 3.   |      | 1.   |
|            | Lang      | 28.  |      | 4.   |      | 2.   |      |      |
|            | Staffel   |      |      | 4.   |      | 1.   |      |      |
|            |           |      |      |      |      |      |      |      |
| OWC        |           | 21.  |      | 12.  | 31.  | 4.   | 2.   | 12.  |
|            |           |      |      |      |      |      |      |      |